# الن سیمپسون (اسکریپت نویس)
الن سیمپسون (انگلیسی: Alan Simpson; ۲۷ نوامبر ۱۹۲۹ – ۸ فوریهٔ ۲۰۱۷) فیلم‌نامه‌نویس اهل بریتانیا بود.
وی همچنین برندهٔ جوایزی همچون بفتا فلوشیپ شده‌است.